# Most Bankowy

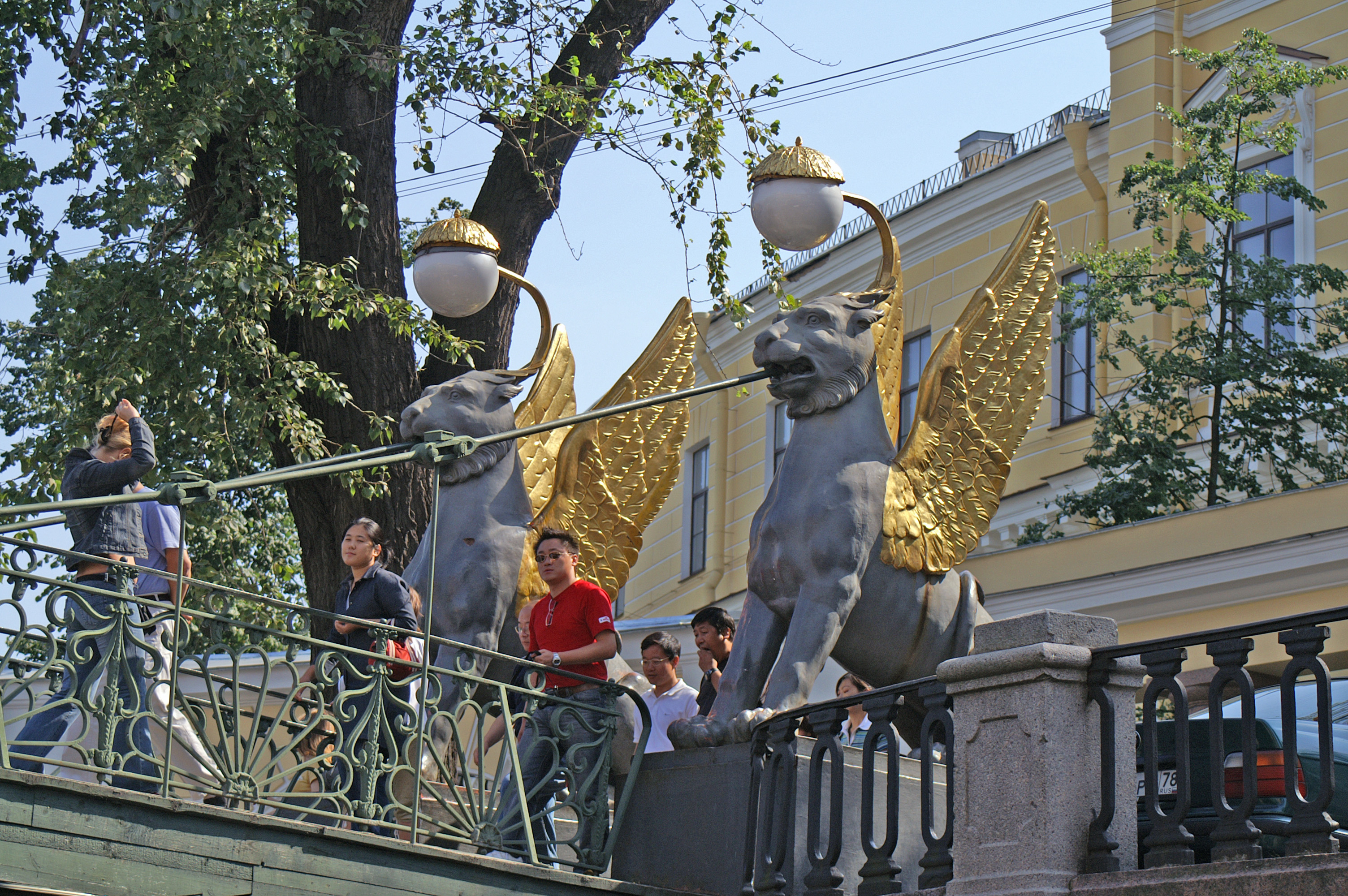
Żeliwne gryfy z pozłacanymi skrzydłami autorstwa P.P.Sokolowa

Most Bankowy (ros. Банковский мост) – kładka dla pieszych w Petersburgu będąca przeprawą nad Kanałem Gribojedowa. Wybudowano ją w latach 1825–1826, inżynierem mostu był Wilhelm von Traitteur.
Długość kładki wynosi 25,2 m, jej szerokość wynosi 1,9 m. Konstrukcja kładki została wykonana w technologii żeliwnej. Kładka składa się z jednego przęsła. Most wielokrotnie przechodził przebudowy, przed wybudowaniem w tym miejscu istniejącej dziś kładki o konstrukcji żeliwnej, funkcjonowała tu kładka o konstrukcji drewnianej. Most jest obecnie jednym z najbardziej rozpoznawalnym mostów w mieście przez cztery posągi gryfów, które są zwieńczeniem przyczółków mostu po obu jego stronach. Posągi zostały zaprojektowane przez znanego w Rosji rzeźbiarza Pawła Pietrowicza Sokolowa, który jest także autorem posągów Lwów w Moście Czterech Lwów, oraz Sfinksów w Moście Egipskim.